# Duitsland op de Olympische Zomerspelen 1900
Duitsland nam deel aan de Olympische Zomerspelen 1900 in Parijs, Frankrijk. Met viermaal goud, tweemaal zilver en tweemaal brons eindigde het op de zevende plaats in het medailleklassement.

## Medailleoverzicht
| Sport       | Olympiër                                              | Discipline         | Medaille |
| ----------- | ----------------------------------------------------- | ------------------ | -------- |
| Roeien      | Germania Ruder Club                                   | vier-met (m)       | Goud     |
| Zeilen      | Georg Naue Heinrich Peters Ottokar Weise Paul Wiesner | 1 tot 2 ton race 2 | Goud     |
| Zwemmen     | Ernst Hoppenberg                                      | 200m rugslag (m)   | Goud     |
| Zwemmen     | Deutscher Schwimm Verband Berlin                      | 200m team (m)      | Goud     |
| Rugby       | Frankfurt Club                                        | mannen             | Zilver   |
| Wielersport | Karl Duill                                            | puntenkoers (m)    | Zilver   |
| Zeilen      | Georg Naue Heinrich Peters Ottokar Weise Paul Wiesner | open klasse        | Zilver   |
| Roeien      | Favorite Hammonia                                     | vier-met (m)       | Brons    |
| Roeien      | Ludwigshafener Ruder Verein                           | vier-met (m)       | Brons    |

## Resultaten per onderdeel

### Atletiek
Zes Duitse atleten schreven zich 10 maal in op negen onderdelen. Er werden geen medailles gewonnen.
| Olympiër          | Discipline                    | Resultaat | Prestatie11                                         |
| ----------------- | ----------------------------- | --------- | --------------------------------------------------- |
| Kurt Doerry       | 100m (m)                      | DNF       | serie 4: 2de in 11,5 halve finale 2: niet gefinisht |
| Julius Keyl       | 100m (m)                      | series    | serie 3: 4de                                        |
| Albert Werkmüller | 200m (m)                      | series    | serie 2: 4de                                        |
| Gustav Rau        | 200m horden (m)               | series    | serie 1: 5de                                        |
| Franz Duhne       | 2500m steeplechase (m)        | 6e        |                                                     |
| Franz Duhne       | 4000m steeplechase (m)        | 6e        |                                                     |
| Waldemar Steffen  | verspringen (m)               | 8e        | kwalificatie: 8ste met 6,30m                        |
| Waldemar Steffen  | hink-stap-springen (m)        | 7-13e     |                                                     |
| Waldemar Steffen  | staand hink-stap-springen (m) | 5-10e     |                                                     |
| Waldemar Steffen  | hoogspringen (m)              | 4e        | 1,70m                                               |

### Roeien
| Olympiër | Discipline   | Resultaat | Prestatie                                      |
| --- | ------------ | --------- | ---------------------------------------------- |
| Gustav Goßler Oskar Goßler Walter Katzenstein Waldemar Tietgens Carl Goßler                                                                             | vier-met (m) | Goud      | serie 3: 1ste in 5.56,2 finale: 1ste in 5.59,0 |
| Ernst Felle Otto Fickeisen Carl Lehle Hermann Wilker Franz Kröwerath                                                                                    | vier-met (m) | Brons     | serie 1: 1ste in 6.14,0 finale: 3de in 6.05,0  |
| Wilhelm Carstens Julius Körner Adolf Möller Hugo Rüster Max Ammermann                                                                                   | vier-met (m) | Brons     | serie 3: 3de in 6.03,0 finale: 3de in 7.18,2   |
| Gustav Goßler Oskar Goßler Ernst Jencquel Edgar Katzenstein Walter Katzenstein Theodor Laurezzari Waldemar Tietgens Arthur Warncke Alexander Gleichmann | acht (m)     | 4e        | serie 1: 3de in 5.04,8 finale: 4de in 6.33,0   |

### Rugby
Duitsland was een van de drie landen die meededen aan het rugby. Het verloor tegen Frankrijk zijn enige wedstrijd. De wedstrijd tegen het Verenigd Koninkrijk werd geannuleerd vanwege reisplannen.
| Olympiër | Discipline | Resultaat | Prestatie              |
| --- | ---------- | --------- | ---------------------- |
| Albert Amrhein Hugo Betting Jacob Hermann Willy Hofmeister Hermann Kreuzer Arnold Landvoigt Hans Latsche Erich Ludwig Richard Ludwig Fritz Müller Eduard Poppe Heinrich Reitz August Schmierer Adolf Stockhausen Georg Wenderoth | mannen     | Zilver    | V van Frankrijk: 17-27 |

### Schermen
Duitsland deed voor het eerst mee aan het schermen met twee atleten.
| Olympiër         | Discipline | Resultaat | Prestatie11  |
| ---------------- | ---------- | --------- | ------------ |
| Willy Sulzbacher | degen (m)  | 35-104e   | groep D: 3de |
| Alfons Schöne    | sabel (m)  | 19-23e    |              |

### Turnen
Duitsland domineerde vier jaar geleden het turntoernooi, maar dit jaar werden geen medailles gewonnen.
| Olympiër            | Discipline               | Resultaat | Prestatie      |
| ------------------- | ------------------------ | --------- | -------------- |
| Franz Abbé          | meerkamp individueel (m) | 77e       | 219 punten     |
| Fritz Danner        | meerkamp individueel (m) | 79e       | 216 punten     |
| Gustav Felix Flatow | meerkamp individueel (m) | 102e      | 204 punten     |
| Eugen Fürstenberger | meerkamp individueel (m) | 52e       | 240 punten     |
| Richard Genserowski | meerkamp individueel (m) | 54e       | 238 punten     |
| Erwin Willi Kurtz   | meerkamp individueel (m) | 79e       | 216 punten     |
| Fritz Manteuffel    | meerkamp individueel (m) | 72e       | 223 punten     |
| Oscar Naumann       | meerkamp individueel (m) | DNF       | niet gefinisht |
| Nuninger            | meerkamp individueel (m) | 107e      | 99 punten      |
| Hugo Peitsch        | meerkamp individueel (m) | 29e       | 252 punten     |
| Röthong             | meerkamp individueel (m) | 59e       | 234 punten     |
| Fritz Sauer         | meerkamp individueel (m) | 84e       | 214 punten     |
| Adolf Tannert       | meerkamp individueel (m) | 118e      | 180 punten     |
| Carl Wiegand        | meerkamp individueel (m) | 71e       | 224 punten     |

### Waterpolo
| Olympiër                                                                                          | Discipline | Resultaat | Prestatie                        |
| ------------------------------------------------------------------------------------------------- | ---------- | --------- | -------------------------------- |
| Hans Aniol Paul Gebauer Max Hainle Georg Hax Gustav Lexau Herbert von Petersdorff Fritz Schneider | mannen     | 5e        | 1ste ronde: V van Frankrijk: 2-3 |

### Wielersport
Ook dit keer deed Duitsland mee met het wielrennen. Deze keer won het geen medailles.
| Olympiër       | Discipline      | Resultaat   | Prestatie11                                |
| -------------- | --------------- | ----------- | ------------------------------------------ |
| Georg Drescher | sprint (m)      | series      | serie 5: 4-8ste                            |
| Karl Duill     | sprint (m)      | kwartfinale | serie 8: 1ste in 1.35,4 kwartfinale 3: 2de |
| Paul Gottron   | sprint (m)      | kwartfinale | serie 3: 1ste in 1.32,4 kwartfinale 9: 2de |
| Karl Duill     | puntenkoers (m) | Zilver      | 9 punten                                   |

### Zeilen
De vier Duitse zeilers waren succesvol op de Spelen met twee medailles. Ze wonnen zilver in de open klasse en goud op het onderdeel 1-2 ton. Ze werden gediskwalificeerd op de 0,5-1 ton klasse vanwege een overgewicht.
| Olympiër                                              | Discipline  | Resultaat | Prestatie        |
| ----------------------------------------------------- | ----------- | --------- | ---------------- |
| Georg Naue Heinrich Peters Ottokar Weise Paul Wiesner | 1/2-1 ton   | DSQ       | gediskwalifceerd |
| Georg Naue Heinrich Peters Ottokar Weise Paul Wiesner | 1-2 ton     | Goud      | 3.09,19          |
| Georg Naue Heinrich Peters Ottokar Weise Paul Wiesner | open klasse | Zilver    | 3.09,19          |

### Zwemmen
| Olympiër                                           | Discipline           | Resultaat | Prestatie                                       |
| -------------------------------------------------- | -------------------- | --------- | ----------------------------------------------- |
| Julius Frey                                        | 200m vrije slag (m)  | 8e        | serie 1: 3de in 2.50,4 finale: 8ste in 2.58,2   |
| Max Hainle                                         | 1000m vrije slag (m) | 4e        | serie 4: 1ste in 15.54,0 finale: 4de in 15.22,4 |
| Ernst Hoppenberg                                   | 200m rugslag (m)     | Goud      | serie 1: 1ste in 2.54,4 finale: 1ste in 2.47,0  |
| Ernst Hoppenberg Max Hainle Julius Frey Max Schöne | 200m team (m)        | Goud      | 33 punten                                       |
| Hans Aniol                                         | onder water (m)      | 6e        | 103,9m                                          |

Argentinië · Australië · België · Bohemen · Brits-Indië · Canada · Cuba · Denemarken · Duitsland · Frankrijk · Griekenland · Groot-Brittannië · Haïti · Hongarije · Iran · Italië · Luxemburg · Mexico · Nederland · Noorwegen · Oostenrijk · Peru · Roemenië · Rusland · Spanje · Verenigde Staten · Zweden · Zwitserland · Gemengde teams